# Wiener Badmintonmeisterschaft
Wiener Einzelmeisterschaften im Badminton werden seit 1959 ausgetragen. Sie stellen als Meisterschaft des Bundeslandes Wien nach der Österreichischen Badmintonmeisterschaft die zweithöchste sportliche Meisterschaftsebene in Österreich dar.

## Die Meister seit 1973
| Saison    | Herreneinzel                     | Dameneinzel                   | Herrendoppel                                                | Damendoppel                                                 | Mixed                                                    |
| --------- | -------------------------------- | ----------------------------- | ----------------------------------------------------------- | ----------------------------------------------------------- | -------------------------------------------------------- |
| 1973      | Rudolf Holzinger (WAT 11)        | Martha Lichtblau (WAT 17)     | Hermann Fröhlich (WAT 11) Klose (WAT 11)                    | Martha Lichtblau (WAT 17) Inge Weber (WAT 17)               | Günther Jann (WAT 17) Martha Lichtblau (WAT 17)          |
| 1974 1976 | keine Daten                      | keine Daten                   | keine Daten                                                 | keine Daten                                                 | keine Daten                                              |
| 1977      | Hermann Fröhlich (WAT 11)        | Brigitta Wastl (WAT 11)       | Hermann Fröhlich (WAT 11) Rudolf Holzinger (WAT 11)         | Martha Lichtblau (WAT 17) Lore König (WAT 17)               | Hermann Fröhlich (WAT 11) Kirsten Ballisager (WAT 11)    |
| 1978      | Hermann Fröhlich (WAT 11)        | Brigitta Wastl (WAT 11)       | Hermann Fröhlich (WAT 11) R. Redl (WAT 11)                  | Brigitta Wastl (WAT 11) B. Scheickl (WAT 10)                | Hermann Fröhlich (WAT 11) Brigitta Wastl (WAT 11)        |
| 1979      | keine Daten                      | keine Daten                   | keine Daten                                                 | keine Daten                                                 | keine Daten                                              |
| 1980      | Hermann Fröhlich (WAT 11)        | Brigitta Wastl (URW)          | Hermann Fröhlich (WAT 11) Rudolf Holzinger (URW)            | Brigitta Wastl (URW) B. Scheickl (URW)                      | Hermann Fröhlich (WAT 11) Inge Weber (WAT 17)            |
| 1981 1982 | keine Daten                      | keine Daten                   | keine Daten                                                 | keine Daten                                                 | keine Daten                                              |
| 1983      | Ingvar Gustafsson (URW)          | Brigitta Wastl (WAT 11)       | K. Wastl (WAT 11) Ingvar Gustafsson (URW)                   | nicht ausgetragen                                           | K. Wastl (WAT 11) Brigitta Wastl (WAT 11)                |
| 1984      | Peter Kumpfmüller (WAT 11)       | Brigitta Wastl (WAT 11)       | K. Wastl (WAT 11) Ingvar Gustafsson (URW)                   | Brigitta Wastl (WAT 11) Irene Korneck (WAT 11)              | K. Wastl (WAT 11) Brigitta Wastl (WAT 11)                |
| 1985      | Peter Kumpfmüller (WAT 11)       | Brigitta Wastl (WAT 11)       | K. Wastl (WAT 11) Peter Kumpfmüller (WAT 11)                | Brigitta Wastl (WAT 11) Gabriele Kumpfmüller (WAT 11)       | Peter Kumpfmüller (WAT 11) Gabriele Kumpfmüller (WAT 11) |
| 1986      | keine Daten                      | keine Daten                   | keine Daten                                                 | keine Daten                                                 | keine Daten                                              |
| 1987      | Richard Gunitzberger (WAT 10)    | Gabriele Kumpfmüller (WAT 11) | Richard Gunitzberger (WAT 10) Peter Kumpfmüller (WAT 11)    | Gabriele Kumpfmüller (WAT 11) Miller (WAT 10)               | Peter Kumpfmüller (WAT 11) Gabriele Kumpfmüller (WAT 11) |
| 1988      | Bernhard Kremnitzmüller (PSV)    | Brigitta Wastl (URW)          | Bernhard Kremnitzmüller (PSV) Rudolf Holzinger (PSV)        | Brigitta Wastl (URW) N. Emminger (URW)                      | Bernhard Kremnitzmüller (PSV) Brigitta Wastl (URW)       |
| 1989      | keine Daten                      | keine Daten                   | keine Daten                                                 | keine Daten                                                 | keine Daten                                              |
| 1990      | Heinz Fischer (WAT 10)           | Brigitta Wastl (URW)          | Peter Kumpfmüller (WAT 10) R. Smola (WAT 10)                | nicht ausgetragen                                           | Bernhard Kremnitzmüller (WAT 11) Brigitta Wastl (URW)    |
| 1991      | Bernhard Kremnitzmüller (WAT 11) | Brigitta Wastl (URW)          | Peter Kumpfmüller (WAT 10) R. Smola (WAT 10)                | T. Wejwoda (PSV) J. Zeleny (PSV)                            | Bernhard Kremnitzmüller (WAT 11) Brigitta Wastl (URW)    |
| 1992      | keine Daten                      | keine Daten                   | keine Daten                                                 | keine Daten                                                 | keine Daten                                              |
| 1993      | Bernhard Kremnitzmüller (WAT 11) | Brigitta Wastl (URW)          | nicht ausgetragen                                           | Brigitta Wastl (URW) Irene Korneck (WAT 11)                 | nicht ausgetragen                                        |
| 1994      | Richard Gunitzberger (WAT 10)    | Gabriele Kumpfmüller (WAT 10) | Christian Kraule (WAT 10) Richard Gunitzberger (WAT 10)     | nicht ausgetragen                                           | Christian Kraule (WAT 10) Gabriele Kumpfmüller (WAT 10)  |
| 1995      | keine Daten                      | keine Daten                   | keine Daten                                                 | keine Daten                                                 | keine Daten                                              |
| 1996      | Christian Kraule (WAT 10)        | Brigitta Wastl (WAT 11)       | Bernhard Kremnitzmüller (WAT 11) Christian Kraule. (WAT 10) | Irene Korneck (WAT 11) Brigitta Wastl (WAT 11)              | Bernhard Kremnitzmüller (WAT 11) Brigitta Wastl (WAT 11) |
| 1997      | Richard Gunitzberger (WAT 17)    | Sigrid Hütter (WAT 17)        | Bernhard Kremnitzmüller (WAT 11) Christian Kraule (WAT 10)  | Sigrid Hütter (WAT 17) E. Wulz (WAT 10)                     | Christian Kraule (WAT 10) E. Wulz (WAT 10)               |
| 1998      | Richard Gunitzberger (WAT 17)    | Sigrid Hütter (WAT 17)        | Bernhard Kremnitzmüller (WAT 11) Christian Kraule (WAT 10)  | Sigrid Hütter (WAT 17) Petra Irsara (Döbling)               | Christian Kraule (WAT 10) E. Wulz (WAT 10)               |
| 1999      | Roland Berger (WAT 17)           | Susanne Neumeister (WAT 17)   | Roland Berger (WAT 17) Max Herlitschka (WAT 17)             | Gabriele Kumpfmüller (WAT 10) Susanne Neumeister (WAT 17)   | Christian Kraule (WAT 10) Gabriele Kumpfmüller (WAT 10)  |
| 2000      | Martin de Jonge (WAT 17)         | Tina Riedl (WAT 17)           | Martin de Jonge (WAT 17) Richard Gunitzberger (WAT 17)      | Sabine Franz (WAT 17) Tina Riedl (WAT 17)                   | Roland Berger (WAT 17) Tina Riedl (WAT 17)               |
| 2001      | Roland Berger (WAT 17)           | Sabine Franz (WAT 17)         | Martin de Jonge (WAT 17) Michael Neufellner (WAT 17)        | nicht ausgetragen                                           | Max Herlitschka (WAT 17) Tina Riedl (WAT 17)             |
| 2002      | Martin de Jonge (WAT 17)         | Tina Riedl (WAT 17)           | Martin de Jonge (WAT 17) Michael Neufellner (WAT 17)        | nicht ausgetragen                                           | Michael Neufellner (WAT 17) Tina Riedl (WAT 17)          |
| 2003      | Martin de Jonge (WAT 17)         | Sabine Franz (WAT 17)         | Martin de Jonge (WAT 17) Michael Neufellner (WAT 17)        | Tina Riedl (WAT 17) Claudia Mayer (WAT 17)                  | Martin de Jonge (WAT 17) Tina Riedl (WAT 17)             |
| 2004      | Martin de Jonge (WAT 17)         | Tina Riedl (WAT 17)           | Martin de Jonge (WAT 17) Michael Neufellner (WAT 17)        | nicht ausgetragen                                           | Martin de Jonge (WAT 17) Tina Riedl (WAT 17)             |
| 2005      | Roland Brunner (WBH)             | Sabine Franz (WBH)            | Mario Gerstl (PSV) Lars Ernestus (PSV)                      | Sabine Franz (WBH) Dominika Wolwowicz (WBH)                 | Roland Brunner (WBH) Sabine Franz (WBH)                  |
| 2006      | Lukáš Klačanský (WBH)            | Sabine Franz (WBH)            | Lukáš Klačanský (WBH) Michael Neufellner (WBH)              | Sabine Franz (WBH) Tina Riedl (WBH)                         | Michael Neufellner (WBH) Sabine Franz (WBH)              |
| 2007      | Heimo Götschl (WBH)              | Julia Griebaum (WBH)          | Marko Pyykönen (WBH) Georg Cejnek (WBH)                     | Julia Griebaum (WBH) Lesly Vattanirappel (WBH)              | Fredrik Wendschlag (WBH) C. Wu (URW)                     |
| 2008      | Lukas Weissenbäck (WBH)          | Daniela Adamec (WAT 11)       | Marko Pyykönen (WBH) Georg Cejnek (WBH)                     | Barbara Spangl (UAB) Andrea Birrer (WAT 11)                 | Christoph Jonas (WAT 11) Andrea Birrer (WAT 11)          |
| 2009      | Lukas Weissenbäck (WBH)          | Tina Riedl (WBH)              | Lukas Weissenbäck (WBH) Jun Guang Mai (WBH)                 | Tina Riedl (WBH) Julia Frantes (WBH)                        | Lukas Weissenbäck (WBH) Tina Riedl (WBH)                 |
| 2010      | Lukas Weissenbäck (WBH)          | Daniela Adamec (WAT 11)       | Vilson Vattanirappel (WBH) Christoph Frantes (WBH)          | Julia Frantes (WBH) Julia Herndlhofer (WBH)                 | Lukas Weissenbäck (WBH) Julia Herndlhofer (WBH)          |
| 2011      | Markus Schaller (RBC Sportivo)   | Daniela Adamec (WAT 11)       | Lukas Weissenbäck (WBH) Vilson Vattanirappel (WBH)          | Mia Matic (WBH) Daniela Adamec (WAT 11)                     | Georg Cejnek (WBH) Julia Herndlhofer (WBH)               |
| 2012      | Lukas Weissenbäck (WBH)          | nicht ausgetragen             | Lukas Weissenbäck (WBH) Georg Cejnek (WBH)                  | Karin Patocka (RBC Sportivo) Julia Liebscher (RBC Sportivo) | Markus Schaller (RBC Sportivo) Daniela Adamec (WAT 11)   |
| 2013      | Lukas Weissenbäck (WBH)          | Barbara Galos (PRA)           | Lukas Weissenbäck (WBH) Vilson Vattanirappel (WBH)          | Isabel Delueg (WBH) Julia Frantes (WBH)                     | Markus Schaller (RBC Sportivo) Daniela Adamec (WAT 11)   |
| 2014      | Vilson Vattanirappel (WBH)       | Barbara Galos (PRA)           | Lukas Weissenbäck (WBH) Vilson Vattanirappel (WBH)          | Isabel Delueg (WBH) Mia Matic (WBH)                         | Lukas Weissenbäck (WBH) Isabel Delueg (WBH)              |
| 2015      | Markus Schaller (WAT 11)         | Isabel Delueg (WBH)           | Georg Cejnek (WBH) Christoph Frantes (WBH)                  | Nina Weihs (WBH) Daniela Adamec (WAT 11)                    | Lukas Weissenbäck (WBH) Isabel Delueg (WBH)              |
| 2016      | Lukas Weissenbäck (WBH)          | Isabel Delueg (WBH)           | Georg Cejnek (WBH) Christoph Frantes (WBH)                  | Isabel Delueg (WBH) Julia Herndlhofer (WBH)                 | Lukas Weissenbäck (WBH) Isabel Delueg (WBH)              |
| 2017      | Markus Schaller (WAT 11)         | Isabel Delueg (WBH)           | Lukas Weissenbäck (WBH) Georg Cejnek (WBH)                  | Isabel Delueg (WBH) Julia Herndlhofer (WBH)                 | Lukas Weissenbäck (WBH) Isabel Delueg (WBH)              |
| 2018      | Vilson Vattanirappel (WBH)       | Isabel Delueg (WBH)           | Christoph Frantes (WBH) Vilson Vattanirappel (WBH)          | Isabel Delueg (WBH) Julia Herndlhofer (WBH)                 | Lukas Weissenbäck (WBH) Isabel Delueg (WBH)              |
| 2019      | Markus Schaller (WAT 11)         | Valentina Budroni (WAT 11)    | Lukas Weissenbäck (WBH) Vilson Vattanirappel (WBH)          | Valentina Budroni (WAT 11) Iveta Galova (WAT 11)            | Lukas Weissenbäck (WBH) Michaela Mathis (WBH)            |
| 2020      | Simon Ofner (WBH)                | Iveta Galova (WAT 11)         | Jannik Maczejka (WBH) Simon Ofner (WBH)                     | Andrea Reichel (Donaustadt) Nicoleta Tiron (Donaustadt)     | Markus Schaller (WAT 11) Sabine Wagner (VRC)             |
| 2021      | Rüdiger Gnedt (WBH)              | Sabina Balut (WAT 11)         | Rüdiger Gnedt (WBH) Fabian Holzer (WBH)                     | Valentina Budroni (WAT 11) Iveta Galova (WAT 11)            | Simon Hundsbichler (WAT 11) Valentina Budroni (WAT 11)   |
| 2022      | Vilson Vattanirappel (WAT 11)    | Fiona Steurer (WBH)           | Fabian Holzer (WBH) Lukas Weissenbäck (WBH)                 | Sabina Balut (WAT 11) Amelie Kober (WAT 11)                 | Markus Schaller (WAT 11) Sabina Balut (WAT 11)           |
| 2023      | Pascal Cheng (WAT 11)            | Veronika Rybska (VRC)         | Pascal Cheng (WAT 11) Philipp Drexler (WAT 11)              | Lena Schindler (WBH) Isabel Delueg (WBH)                    | Lukas Weissenbäck (WBH) Isabel Delueg (WBH)              |
| 2024      | Pascal Cheng (WAT 11)            | Natalia Galova (WAT 11)       | Pascal Cheng (WAT 11) Philipp Drexler (WAT 11)              | Barbara Galos (VRC) Isabel Delueg (WBH)                     | Lukas Weissenbäck (WBH) Isabel Delueg (WBH)              |
| 2025      | Sylvain Ternon (Vösendorf)       | Nina Iris Polito (WAT 11)     | Rüdiger Gnedt (WBH) Jakob Sorger (WBH)                      | Barbara Galos (VRC) Isabel Delueg (WBH)                     | Lukas Weissenbäck (WBH) Isabel Delueg (WBH)              |